# Jean Clerté
Jean Clerté, né en 1930 ,à Saint-Savin-sur-Gartempe dans la Vienne ,  mort à Paris le 12/12/2024 est un peintre, graveur, dessinateur, aquarelliste et sculpteur français. Mort le 12 décembre à Paris.

## Biographie
Jean Clerté commence à dessiner et à peindre très jeune et, à l'âge de 15 ans, il est inscrit à l'École des Beaux-Arts de Poitiers. Puis en 1949, curieux de la capitale, il s'installe à Paris. Disposant de très peu de ressources financières, il ne peut d'abord pas poursuivre ses études, travaille comme modèle pour survivre, et rencontre d'autres artistes ; il est alors admis dans l'atelier d'Ossip Zadkine et, à partir de 1952, il peut également étudier la gravure à l'Atelier 17 de Stanley William Hayter, graveur, imprimeur  anglais installé à Paris associé dans les années 1930 au surréalisme et à partir de 1940 à l'expressionnisme abstrait.
Élève de Jacques Busse, sur les conseils de celui ci, Clerté n'abandonne cependant pas la peinture et, à la fin des années 1960, il travaille aux côtés de Pierre Alechinsky, membre fondateur du mouvement Cobra, gravant les originaux de ce dernier, bénéficiant de ses conseils, et découvrant l'acrylique. À partir de 1976, Jean Clerté devient professeur associé chez Hayter. Clerté enseigne auparavant, en 1971 à l'Université d'été de Salzbourg et en 1972, il donne des cours à l'Université Paris-Sorbonne. En 1981, il est nommé professeur à l'École des Arts décoratifs, où il a pour élève Maïlys Seydoux-Dumas et, de 1983 à 1988, il est le professeur, adjoint d'Alechinsky à l'École des Beaux-Arts de Paris.
Ses premières œuvres s'inscrivent dans le courant de l'abstraction lyrique, et sont nourries par des impressions de nature (motifs paysagers, par exemple feux de forêt, paysages aquatiques), puis vers 1968, encouragé par Alechinsky, il rejette l'abstraction, et son travail devient plus figuratif avec des éléments expressifs et humoristiques. À partir de cette période, ses couleurs sont plus atténuées, souvent avec des tons pastel, il travaille sur des séries.
Jean Clerté a créé un monde dans un espace où le dessin, la peinture, les objets participent d'une figuration ludique.
À partir de ses dessins sont nées des sculptures qui sont autant de dessins en volumes, parfois mobiles (Le Moulin à dessin).
Si l’artiste fabrique des « jouets » étonnants, polychromes, fantasques, le peintre s’adresse également aux grandes personnes et l’humour devient caustique, satirique.
Ses premières expositions  en France ont lieu à la galerie Massol, puis à la galerie Pascal Gabert et à la Villa Tamaris, et régulièrement au Salon des réalités nouvelles. En 1957, il obtient le premier prix de gravure du Musée de Philadelphie, et en 1963 le premier prix Adam du Salon de mai.

## Expositions récentes
- 1993 : Peintures à cadres, Galerie Paul Piron, Spa, Belgique.
- 1993 : Cloisons, Galerie Erval, Paris.
- 1993 : Peintures à cadres, Galerie Paul Piron, Bruxelles, Belgique.
- 1994 : Foire de Gand, Galerie Flack, Gand, Belgique. 
  - 1994 : Supplément à l'œuvre de Monsieur de Buffon, Cortat, Clerté, Galerie Flack, Paris.
- 1995 : Les CIertomancies, Hôtel de la Monnaie (Paris). 
  - 1995 : Un, deux, trois, rêvons, avec Michel Loeb, Musée Campredon, L'Isle-sur-la-Sorgue.
  - 1995 : Clerté, œuvres inédites, Galerie Carole et Alexis Brimaud, Paris.
  - 1995 : Clerté, Frank Pagès Gallery, Baden-Baden, Allemagne.
- 1996 : Peintures à cadres, Galerie Duchoze, Rouen. 
  - 1996 : À double titre, Galerie A.M.G., Paris.
- 1997 : Melles Romane, Niort.
- 1998 : Jean Clerté, Brussel's Art Gallery, Bruxelles, Belgique. 
  - 1998 : "Jean Clerté, Frank Pagès Gallery, Baden Baden, Allemagne.
- 1999 : Étagères, Galerie Pixi, Paris.
  - 1999 : Aquarelles, Galeria Ninni Esposito, Bari, Italie.
  - 1999 : Étagères, Galerie Duchoze, Rouen.
- 2000 : La main en Miroir, le Salon des Dames, Nevers.
- 2001 : Jean Clerté, Manoir de Pont Girard, Monceaux-au-Perche. 
  - 2001 : Rétrospective, Temple de Chauray, Niort.
- 2002 : Le cycle du carbone, Galerie Pascal Gabert, Paris.
- 2005 : Ex-votos et lucarne, Galerie Pascal Gabert, Paris.
- 2009 : 4 en liberté, Galerie Pascal Lainé, Ménerbes.
  - 2009 : Love Scories, Galerie Pascal Gabert, Paris.
- 2011 : Par-dessus la tête, Galerie Pascal Gabert, Paris.
- 2012 : La Contagion du rêve, Villa Tamaris, Toulon.

## Conservation
Le Musée Ingres de Montauban, la Bibliothèque nationale de France à Paris, le Centre Pompidou, ainsi que le Musée national des Beaux-Arts du Québec ou la National Gallery of Art abritent quelques-unes de ses œuvres.